# Butomaceae
Las butomáceas (nombre científico Butomaceae Mirb.) son una familia de hierbas monocotiledóneas perennes, palustres o acuáticas, nativas de regiones templadas de Eurasia y naturalizadas en el noreste de Norteamérica. La familia está reconocida por sistemas de clasificación modernos como el sistema de clasificación APG III (2009) y el APWeb (2001 en adelante). En ellos la familia comprende un único género, Butomus, y una única especie, Butomus umbellatus, también conocida como junco florido. La familia puede ser reconocida por sus hojas largas triangulares, y su inflorescencia bracteada, axilar, con escapo y en umbela. Las flores son hermafroditas y hay dos verticilos de perianto, si bien los dos son petaloideos. El fruto es un folículo.

## Descripción
Son hierbas perennes de hábitats húmedos, rizomatosas, con rizoma corto, con raíces fibrosas. Hojas basales o caulinares, revestimiento en la base, lineares, ensiformes o planas y dilatadas, todas, a menudo se estrechan arriba. Inflorescencia en forma de umbela, fasciculadas en cimas terminales; involucro con 2 o 3 brácteas. Flores actinomorfas, por lo general largo pediceladas. Estambres generalmente 6-9, raramente 5 o numerosos, muy variables, los externos suelen ser estériles; filamentos aplanados o lineales, cortos o largos, libre, hipóginas; anteras basifijas, 2 unicelular, ovadas a oblongas, longitudinalmente dehiscentes, introrse. Carpelos (3 -) 9 (o muchos), superiores, verticiladas, libres o connados basalmente, sésiles en un recipiente plano, estilos muy cortos, la terminal en cada carpelo; óvulos numerosos, anátropos, placentas parietales. Fruto de 6-muchos folículos con semillas diminutas, suaves, exalbuminosa; embrión recto.

## Taxonomía
La familia fue descrita por Charles-François Brisseau de Mirbel y publicado en Histoire naturelle, générale et particulière, des plantes 8: 194. 1804. El género tipo es: Butomus L. 
La familia fue reconocida por el APG III (2009), el Linear APG III (2009) le asignó el número de familia 33. La familia ya había sido reconocida por el APG II (2003).
La familia como aquí circunscripta posee un único género y una única especie:
- Butomus
  - Butomus umbellatus L. - Junco florido[6]